# Bezirk Trautenau (Königreich Böhmen)

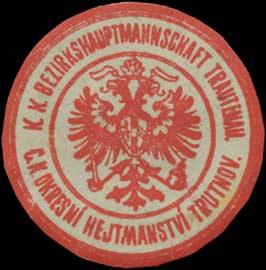
Siegelmarke C.K. Okresní hejtmanství v Trutnově / Bezirkshauptmannschaft Trautenau

Der Bezirk Trautenau (tschechisch politický okres Trutnov) war ein Politischer Bezirk im Königreich Böhmen. Der Bezirk umfasste Gebiete im Norden Böhmens im heutigen Okres Trutnov (Královéhradecký kraj). Sitz der Bezirkshauptmannschaft (Okresní hejtmanství v Trutnově) war die Stadt Trautenau (Trutnov). Das Gebiet gehörte seit 1918 zur neu gegründeten Tschechoslowakei und ist seit 1993 Teil Tschechiens.

## Geschichte
Die modernen, politischen Bezirke der Habsburgermonarchie wurden 1868 im Zuge der Trennung der politischen von der judikativen Verwaltung geschaffen.
Der Bezirk Trautenau wurde 1868 aus den Gerichtsbezirken Marschendorf (tschechisch soudní okres Horní Maršov), Schatzlar (Žacléř) und Trautenau (Trutnov) gebildet.
Im Jahr 1875 wurde durch die Vereinigung der tschechischsprachigen Gemeinden des Gerichtsbezirks Trautenau sowie des Gerichtsbezirks Nachod die Schaffung des Gerichtsbezirks Eipel beschlossen, der per 1. Juli 1876 seine Amtswirksamkeit hatte und in der Folge ebenfalls Teil des Bezirks Trautenau war.
Im Bezirk Trautenau lebten 1869 58.282 Personen, wobei der Bezirk ein Gebiet von 8,1 Quadratmeilen und 51 Gemeinden umfasste.
1900 beherbergte der Bezirk 81.625 Menschen, die auf einer Fläche von 516,25 km² bzw. in 72 Gemeinde lebten.
Der Bezirk Trautenau umfasste 1910 eine Fläche von 516,23 km² und beherbergte eine Bevölkerung von 85.514 Personen. Von den Einwohnern hatten 1910 65.694 Deutsch als Umgangssprache angegeben. Weiters lebten im Bezirk 18.968 Tschechischsprachige und 852 Anderssprachige oder Staatsfremde. Zum Bezirk gehörten vier Gerichtsbezirke mit insgesamt 72 Gemeinden bzw. 82 Katastralgemeinden.

## Gemeinden
Der Bezirk Trautenau umfasste Ende 1914 die 72 Gemeinden Trautenbach (Babí), Batňovice (Batnowitz), Potschendorf (Bečkov), Bernsdorf (Bernartice), Bösig (Bezděkov), Bober (Bobr), Bausnitz (Bohuslavice), Deutsch Prausnitz (Německá Brusnice), Schwarzenberg (Černá Hora), Schwarzwasser (Černá Voda), Qualisch (Chvaleč), Döberle (Debrné), Niederalbendorf (Dolní Albeřice), Niederkolbendorf (Dolní Lysečiny), Niederkleinaupa (Dolní Malá Úpa), Niedersoor (Dolní Žďár), Havlovice (Hawlowitz), Hartmannsdorf (Hertvíkovice), Oberalbendorf (Horní Albeřice), Oberkolbendorf (Horní Lysečiny), Oberkleinlaupa (Horní Malá Úpa), Marschendorf I (Horní Maršov I),  Marschendorf II (Horní Maršov III), Marschendorf III (Horní Maršov III), Marschendorf IV (Horní Maršov IV), Oberaltstadt (Horní Staré Město), Obersoor (Horní Žďár), Johannisbad (Janské Lázně), Königshan (Královec), Krinsdorf (Křenov), Kaile (Kyje), Lampersdorf (Lampertice), Welhotta (Lhota), Gabersdorf (Libeč), Libňatov (Liebenthal), Malé Svatoňovice (Kleinschwadowitz), Markausch (Markoušovice), Maršov (Marschau), Jungbuch (Mladé Buky), Nimmersatt (Nesytá), Petersdorf (Petříkovice), Petrovice (Petrowitz), Pilnikau (Pilníkov), Pilsdorf (Pilníkov), Parschnitz (Poříčí), Brettgrund (Prkenný Důl), Raatsch (Radeč), Radowenz (Radvanice), Rtyně v Podkrkonoší (Hertin), Rehorn (Rýchory), Glasendorf (Sklenářovice), Slatin (Slavětín), Altenbuch (Staré Buky), Altrognitz (Starý Rokytník), Altsedlowitz (Starý Sedloňov), Burkersdorf (Střítež), Staudenz (Studenec), Suchovršice (Saugwitz), Dörrengrund (Suchý Důl), Freiheit (Svoboda), Dunkelthal (Temný Důl), Trautenau (Trutnov), Úpice (Eipel), Großaupa I (Velká Úpa I), Großaupa II (Velká Úpa II), Großaupa III (Velká Úpa III), Velké Svatoňovice (Großschwadowitz), Wildschütz (Vlčice), Weigelsdorf (Volanov), Wolta (Voletiny), Schatzlar (Žacléř), Goldenöls (Zlatá Olešnice).